# Сэнцань
Сэнцань (кит. упр. 僧璨, пиньинь Sēngcàn, ?-606) — третий патриарх чань-буддизма. Единственные источники информации о нём — упоминания в «Сюй гаосэн чжуань» и в «Чуань дэн лу».
Утверждается, что Сэнцань встретился с Хуэйкэ уже в сорокалетнем возрасте, и было это приблизительно в 536 году. Получив передачу Учения, Сэнцань странствовал в горах в юго-западной части современной провинции Аньхой. В 592 году Сэнцань повстречал 14-летнего Даосиня, который впоследствии был с ним в течение 9 лет, перенимая Учение.